# Karel Frederik Bombled
Karel Frederik Bombled (Amsterdam, 1 maart 1822 – Chantilly, 4 januari 1902) was een Nederlands kunstschilder, illustrator, etser en lithograaf.
Bombled verwierf onder meer bekendheid met zijn schilderijen van de Frans-Duitse Oorlog en studies van soldaten en paarden. Ook illustreerde hij literaire werken als de Camera Obscura van Nicolaas Beets.
Karel Frederik Bombled was de vader van de kunstschilder Louis Bombled. 

## Galerij

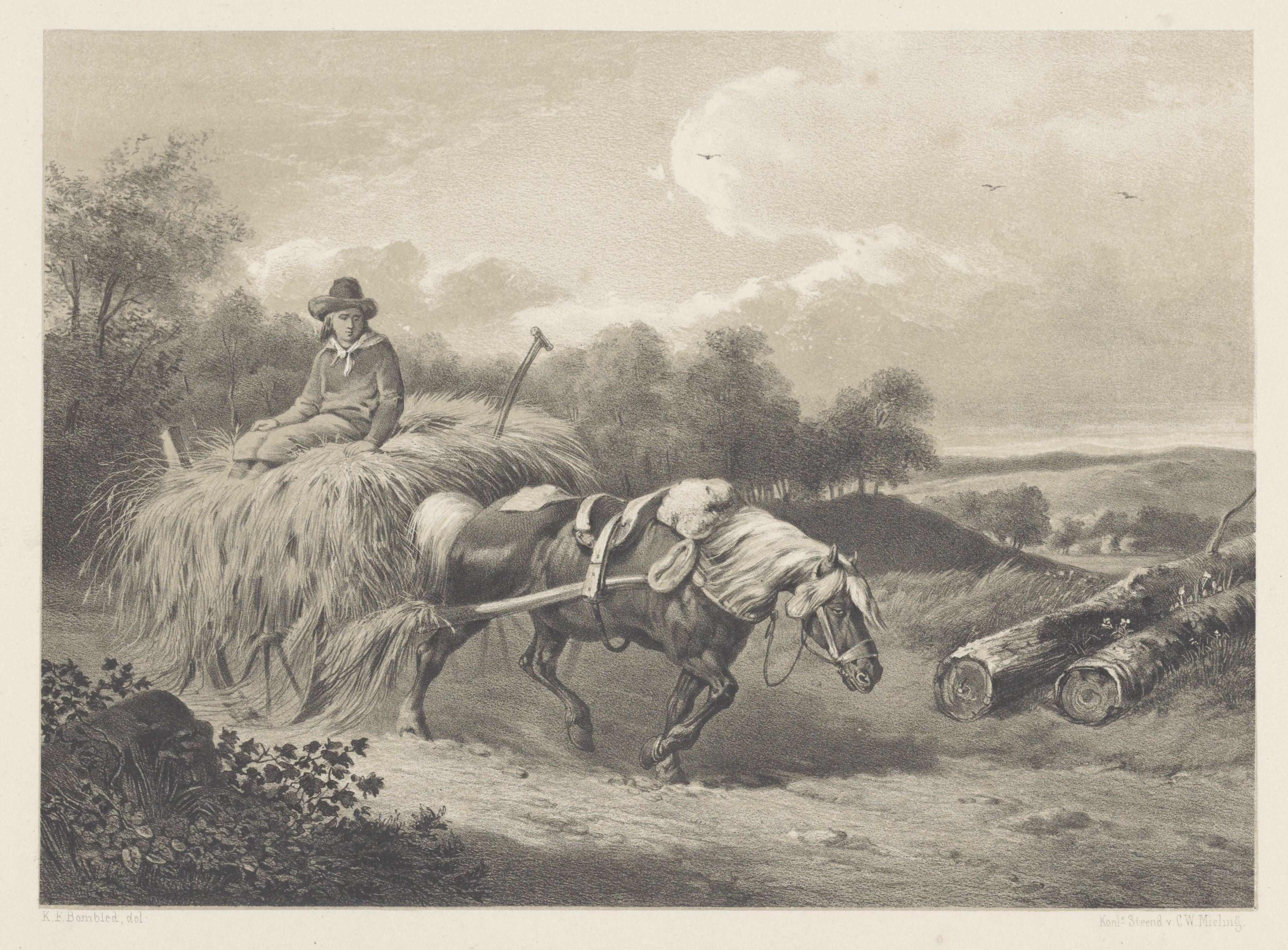
Strokar met paard
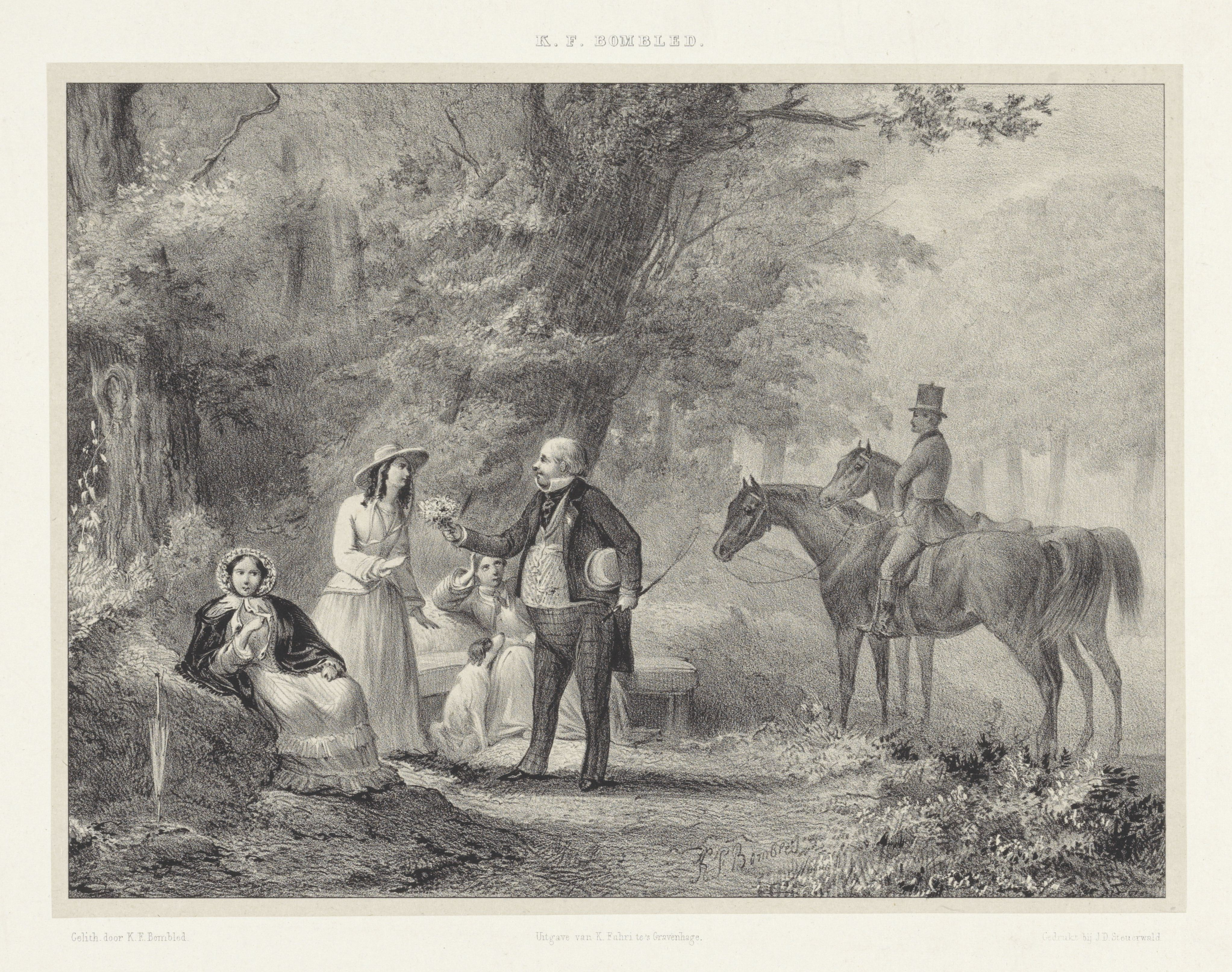
Ontmoeting in het bos
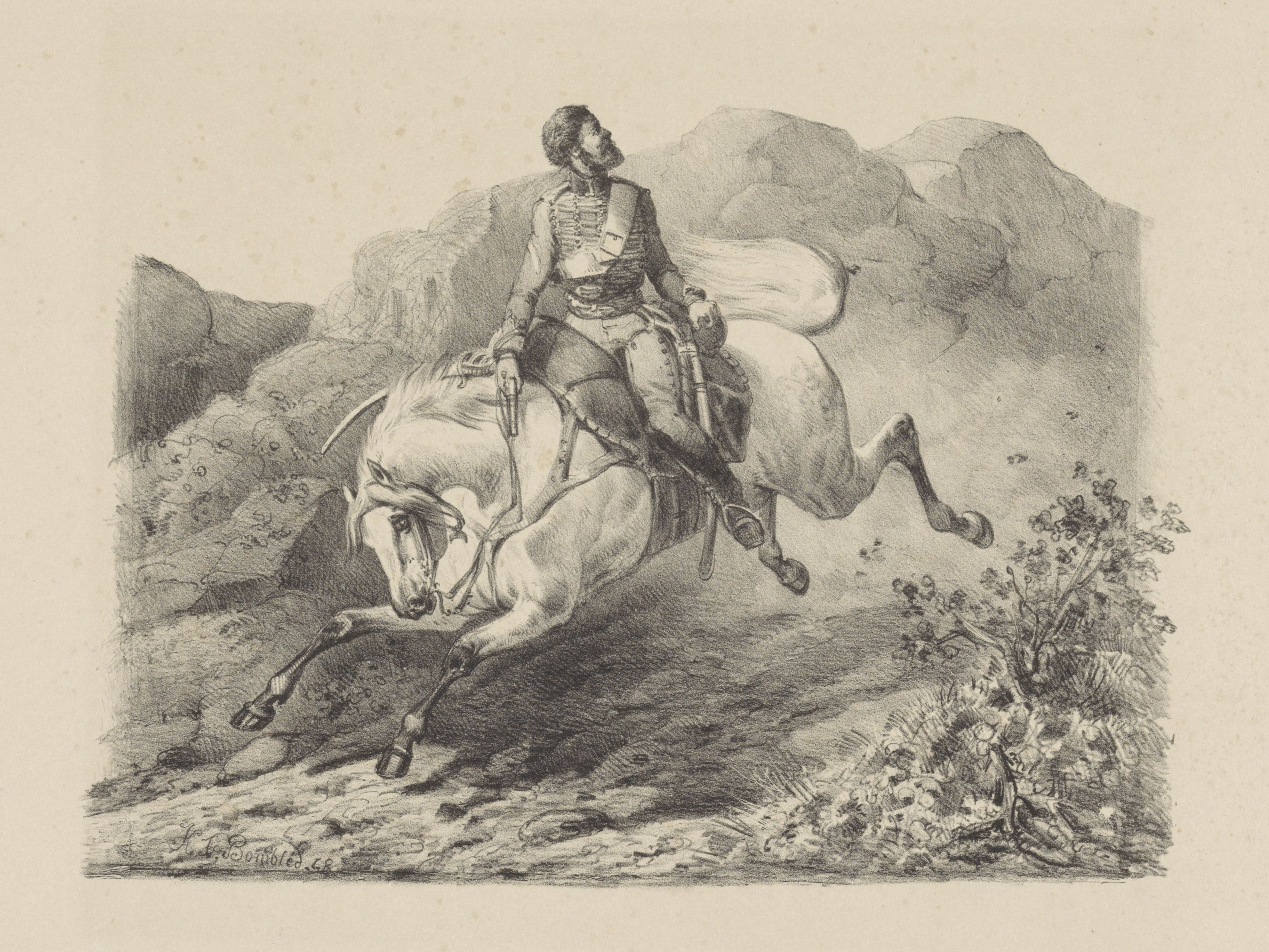
Vluchtende soldaat te paard
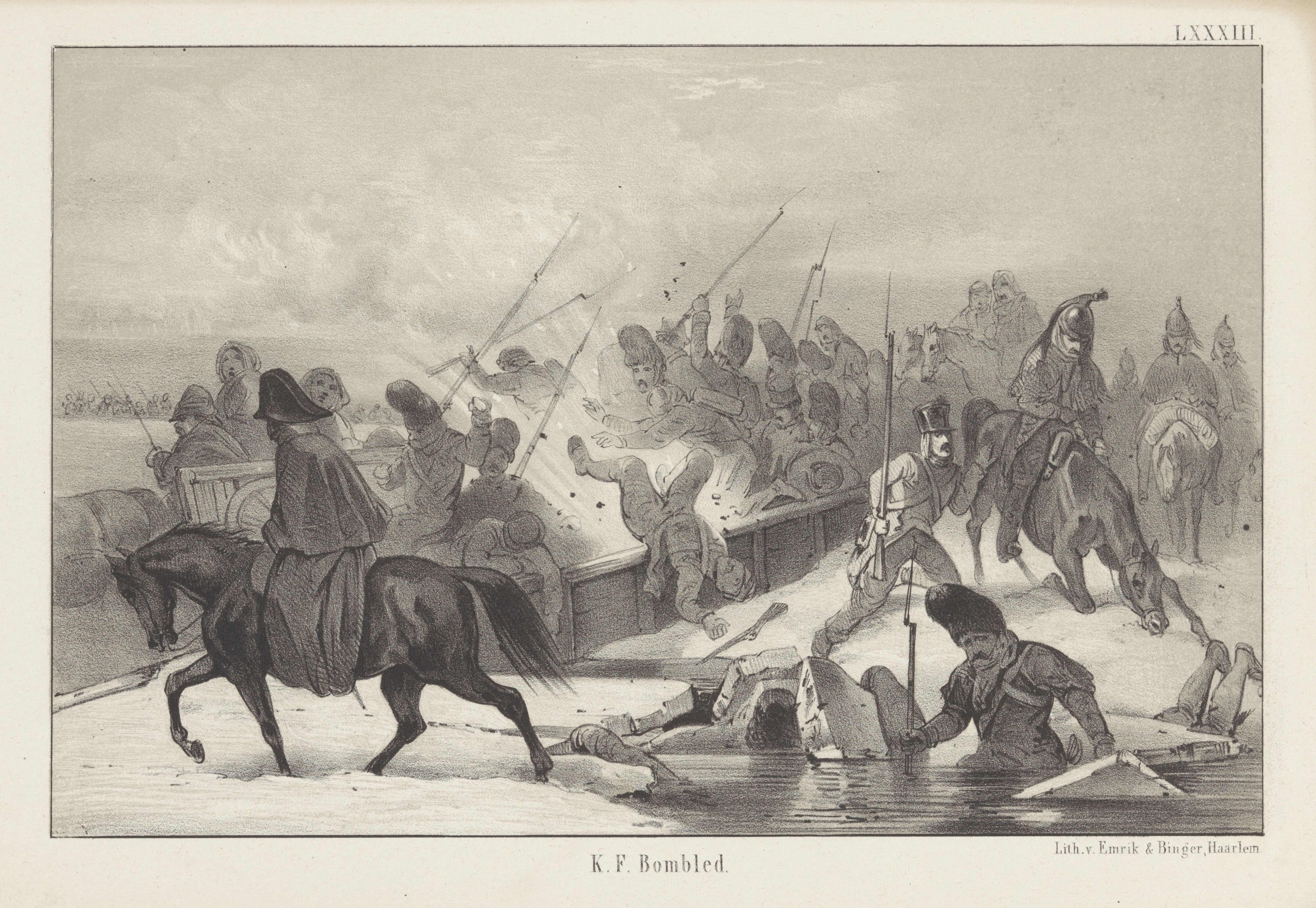
Slagveld in winterlandschap

- Biografisch Portaal: 80776566
- Digitale Bibliotheek voor de Nederlandse Letteren: bomb003
- International Standard Name Identifier: 0000 0000 7094 8631
- Nederlandse Thesaurus van Auteursnamen: 127009507
- RKD-Nederlands Instituut voor Kunstgeschiedenis: 111647
- Système universitaire de documentation: 182057976
- Union List of Artist Names: 500010994
- Virtual International Authority File: 95747877
- WorldCat: E39PBJfGWqfqcV63fQdFPqRxjC